# 全利卿
全 利卿（チョン・イギョン、朝鮮語: 전이경、1976年1月6日 - ）は、大韓民国忠清北道沃川郡出身の元ショートトラックスピードスケート選手。1990年代に国際大会で活躍し、冬季オリンピックで通算4つの金メダルを獲得した。 

## プロフィール
1992年アルベールビルオリンピックに16歳で出場するも準々決勝で敗退。同年に野辺山で開催された世界ショートトラックスピードスケート選手権大会チーム選手権で金メダルを獲得した。1993年の世界選手権で銀メダル3個、銅メダル1個を獲得して韓国チームのエースとなると1994年のリレハンメルオリンピックでは個人1000mと3000mリレーで金メダルを獲得した。
その後世界選手権で1995年、1996年、1997年に個人総合3連覇するなど金メダルを量産、 1998年の長野オリンピックでは中国の楊揚、楊陽ら強豪を抑えて個人1000mと3000mリレーの2冠、オリンピックショートトラック史上初の2大会連続2冠を達成した。このシーズン限りで現役を引退した。なお、この前後は延世大学校所属であった。
2006年にアイスホッケーを始め、2007年の冬季アジア大会代表に選ばれた が、負傷のため出場は成らなかった。 